# NGC 4745B
NGC 4745B је лентикуларна галаксија у сазвежђу Береникина коса која се налази на NGC листи објеката дубоког неба.
Деклинација објекта је + 27° 26' 39" а ректасцензија 12h 51m 22,0s. Привидна величина (магнитуда) објекта NGC 4745 износи 14,8 а фотографска магнитуда 15,8.